# Víctor D'Amario
Víctor D’Amario ( La Plata, provincia de Buenos Aires, Argentina, 5 de mayo de 1909 – 20 de agosto de 2007 ) cuyo nombre completo era Salvador Víctor D'Amario, fue un bandoneonista, compositor y director de orquesta dedicado al género del tango.

## Antecedentes personales
Nació en el barrio Los Hornos de la ciudad de La Plata, fue el tercero de ocho hermanos y sus padres tenían allí un almacén de ramos generales. Cursó la escuela primaria y ayudaba a sus padres en el negocio. Su tío Roberto, un eximio ejecutante del acordeón, lo acercó a la música e hizo que sus padres le compraran un bandoneón, un instrumento todavía no muy difundido en esa época y empezó a estudiar su ejecución con dos maestros de la zona, Juan Sanguinetti y Ponciano García.

## Actividad profesional
Ponciano García lo integró en 1929 a su conjunto, actuó en el cine América y en el cine-bar Colón y después se incorporó a un conjunto organizado para acompañar a la cantante Mercedes Carné en las presentaciones que realizaba en Radio Belgrano. Mientras tanto, D’Amario iba perfeccionándose como música con los maestros de bandoneón Pedro Maffia y Anselmo Aieta. Conoció a Humberto Canaro y lo convenció incorporó a la orquesta que dirigía, con la que debutó en un local nocturno que estaba en el Pasaje Barolo de la Avenida de Mayo y contaba con el cantor Roberto Arrieta. Después estuvo un tiempo en el conjunto de José Dames y más adelante, debido a la escasez de mujeres bandoneonistas, Aníbal Troilo lo contrató para completar una orquesta de señoritas que había organizado.
En 1935 formó su propia orquesta, debutó en la Confitería París de La Plata y por el siguiente quinquenio fue la orquesta típica más popular de su ciudad. El 18 de febrero de 1937 actuó en emisión inaugural de Radio Provincia de Buenos Aires, que fue la primera radioemisora oficial del país, inicialmente llamada Radio Telégrafo, que tenía su sede en el céntrico pasaje Dardo Rocha de La Plata. Actuó con exclusividad para Radio el Mundo hasta 1946 en que pasó a Radio Splendid donde estuvo tres años antes de volver a Radio El Mundo, con Alberto Serna, su cantor en ese momento. Animó los bailes de fin de semana en clubes como Boca Juniors, Vélez Sarsfield, Italiano, Gimnasia y Esgrima y Almagro, trabajó en los más importantes locales de música, cafés y cabarés incluidos el Jockey Club de La Plata, en el Palacio de las Flores en la calle Basavilbaso, cerca de Retiro, el café Germinal, los cabarés Tibidabo, Piccadilly, Empire, Cote D'Azur y Chantecler, en el que estuvo con su cantor Roberto Flores  (El Chato), además de presentaciones realizadas en Montevideo. Otras cancionistas  a las que acompañó con su orquesta fueron Chola Luna y Chola Bosch (Irene Berreta), esposa de José Tinelli.
Otros cantantes que pasaron por su orquesta fueron, entre otros, Carlos Almagro, Osvaldo Arana, Ricardo Blanco, Darío Bonel, Rodolfo Benítez, Horacio Casares, Luis Correa, Carlos Cristal, Alfredo Dalton, Fernando Derago, Tito Damián, Omar Darien, Raúl Deval, Norma Ferrer, Alberto Morel, Eduardo Randal , Gabriel Reynal, Héctor Rubén, Elsa Rivas, Jorge Rigal, Alberto Santillán, Diego Solís y Ángel Varela. 
Grabó por primera vez el 19 de junio de 1951 para el sello Pathé con el instrumental Jueves y con Griseta, cantado por Alberto Santillán, y continuó haciéndolo en ese sello y también elas discográficas Almali, Dispron y DPS hasta superar el centenar de registros incluso en épocas en que ya la pérdida de interés en el tango le obligaba a poner dinero de su bolsillo; hizo giras por Perú, Chile y Colombia y trabajó en la boite Embassy.
No realizó muchas composiciones y en algunas tuvo la colaboración de Roberto Pansera y Ubaldo De Lío; entre las obras a las que puso música se cuentan letras de Julián Centeya, Enrique Dizeo, Leopoldo Díaz Vélez y Abel Aznar. De Homero Expósito es la letra de Las cosas son así y de Oscar del Priore la de Como si fuera un cristal.
Participó en los filmes La mujer del zapatero en 1941 y en Academia "El Tango Argentino" en 1942.
Falleció el 20 de agosto de 2007.